# Monte Sambughetti
Il Monte Sambughetti (1.558 m s.l.m.) è una montagna appartenente alla catena montuosa dei Nebrodi nell'Appennino siculo. Segna il punto più alto del libero consorzio comunale di Enna, ed è uno dei rilievi maggiori dei Nebrodi Occidentali.
Nel periodo invernale, la vetta, soprattutto nel versante settentrionale, è spesso coperta di neve anche per lunghi periodi, e il paesaggio assume un aspetto di tipo nordico, con laghetti ghiacciati e alberi adornati dalla neve.
Dalla cima del Sambughetti si domina un vasto panorama, l'Etna (3.357 m) ed il Monte Castelli (1.566 m) sui Nebrodi ad est, le Madonie ad ovest, il mar Tirreno con le vallate di Mistretta e Tusa a nord, le campagne di Sperlinga e Nicosia ed il Bosco di Sperlinga a sud.
Con il Monte Campanito forma una dorsale secondaria a quella principale e insieme costituiscono il territorio della Riserva naturale orientata dei monti Sambughetti e Campanito, estesa circa 2300 ha di eccezionale valore naturalistico perché comprende una notevole varietà di paesaggi, ambienti e biodiversità.

## Flora
Nella parte sommitale del rilievo del Monte Sambughetti, sopra l'isoipsa 1400 del versante settentrionale, resiste il relitto di una faggeta cui segue in continuità più in basso un esteso querceto misto noto come Bosco della Giumenta. Interessante la vegetazione acquatica dei laghetti Campanito, il più alto dei quali si trova a circa 1350 m.s.l.m. e quella di alcune aree paludose (i cosiddetti margi) nelle adiacenze. Seguono i pascoli montani ed un esteso rimboschimento di Pino laricio che interessa i versanti meridionali, più caldi. Associato al faggio è localmente l'agrifoglio che costituisce generalmente sottobosco. Gli esemplari sparsi di Sambuco (Sambucus nigra) hanno suggerito il nome del rilievo.

## Fauna
La fauna che popola il territorio comprende specie comuni nei boschi nebroidei e siciliani, come la volpe, la lepre, il coniglio, il gatto selvatico e la donnola, e uccelli rapaci, diurni e notturni, come il nibbio, il falco, la poiana, l'allocco, e il barbagianni. Tra gli uccelli acquatici troviamo le comunissime folaga e gallinella d'acqua, ma anche il raro porciglione. Da segnalare inoltre la presenza della cincia bigia di Sicilia, (Parus palustris siculus), uccello endemico dei Nebrodi. Interessante la fauna delle aree umide comprendente la tartaruga palustre.

## Via d'accesso alla vetta e sentieri
La vetta del Sambughetti è facilmente accessibile grazie a una buona segnaletica che traccia la pianta dei principali sentieri escursionistici dell'area. Dal Colle del Contrasto (1.120 m.s.l.m.), sulla statale 117, si imbocca una strada non asfaltata verso ovest in direzione del monte. Giunti ad un bivio, si trova un cartello indicatore con riportata la pianta della montagna.
Attualmente sono percorribili diversi itinerari: uno denominato sentiero nº 1, consente di visitare i tre laghetti del Campanito, la grotta Nivarola e le relative aree attrezzate, fino a raggiungere la vetta; un altro denominato sentiero nº 2, piuttosto impegnativo, raggiunge la cima di Monte Graffagna (1423 m.s.l.m.), ai piedi della Rocca Campanito; 
infine un ulteriore percorso, denominato sentiero nº 3, consente di visitare l'insediamento rupestre, (un antico casolare scavato nella roccia), la sughera monumentale, la tomba sicula a forno e due antichi bevai dell'Ottocento.